# Kötéltánc (film, 2015)
A Kötéltánc (eredeti cím: The Walk) 2015-ben bemutatott amerikai életrajzi filmdráma, melyet Robert Zemeckis és Christopher Browne forgatókönyvéből Robert Zemeckis rendezett. A főbb szerepekben Joseph Gordon-Levitt, Ben Kingsley, Charlotte Le Bon, James Badge Dale és Clément Sibony látható. A film zenéjét Alan Silvestri szerezte.
Világpremierje a New York Film Festivalon volt, majd az amerikai mozikban 2015. szeptember 30-án mutatták be a TriStar Pictures forgalmazásában. Magyarországi bemutatója 2015. október 8-án volt. Bár pozitív kritikákat kapott, jegyeladási szempontból sikertelennek bizonyult.

## Cselekmény
Philippe Petit vakmerő kötéltáncos, aki elhatározza, hogy a New York-i Világkereskedelmi Központ ikertornyai közt kifeszített kötélen fogja bebizonyítani tudását. A mutatványra hosszas felkészülés után 1974-ben kerül sor.

## Szereplők
| Szereplő             | Színész              | Magyar hang       |
| -------------------- | -------------------- | ----------------- |
| Philippe Petit       | Joseph Gordon-Levitt | Horváth Illés     |
| Annie Allix          | Charlotte Le Bon     | Szilágyi Csenge   |
| Rudy papa            | Ben Kingsley         | Fodor Tamás       |
| Jean-Louis           | Clément Sibony       | Papp Dániel       |
| Jean-Pierre 'J.P.'   | James Badge Dale     | Makranczi Zalán   |
| Jean-François 'Jeff' | César Domboy         | Jéger Zsombor     |
| Albert               | Ben Schwartz         | Karácsonyi Zoltán |
| David                | Benedict Samuel      | Dévai Balázs      |
| Barry Greenhouse     | Steve Valentine      | Rába Roland       |
| Petit apja           | Patrick Baby         | Kardos Róbert     |
| Guy Tozzoli          | Mark Camacho         | Hannus Zoltán     |
| Foley                | Mizinga Mwinga       | Mészáros Máté     |
| Műszakvezető         | Harry Standjofski    | Törköly Levente   |
| Liftkezelő           | Stuart Fink          | Mészáros Tamás    |
| O'Donnell őrmester   | Vittorio Rossi       | Besenczi Árpád    |
| Genco                | Sergio Di Zio        | Pál András        |